# 南非穿山甲

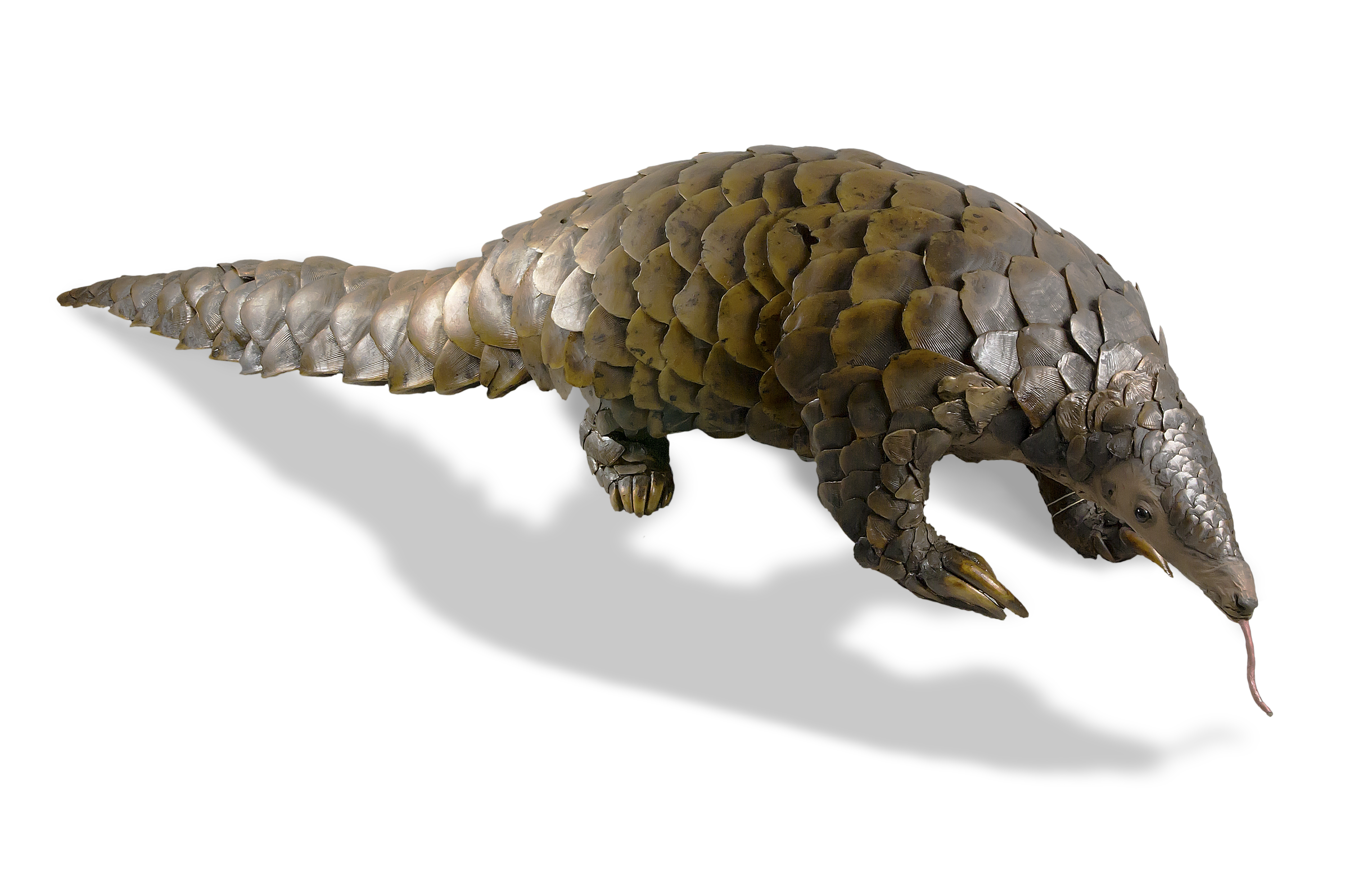
Manis temminckii

南非穿山甲（学名：Smutsia temminckii）是穿山甲科地穿山甲属的一种，分布于乍得、南苏丹、东非和南部非洲等地区，独居，多栖息于有较多灌木的草地和林地，以蚂蚁和白蚁为食。昼伏夜出。雌性每胎产仔一只，一年一胎，妊娠期约140天。